# Elizabeth Pelton
Pour les articles homonymes, voir Pelton.
Elizabeth Pelton née le 26 novembre 1993 à Fairfield (Connecticut) est une nageuse américaine. Triple championne du monde dans les relais par sa participation aux différentes séries, elle s'est classée quatrième et cinquième respectivement lors du 100 m dos et du 200 m dos des Championnats du monde 2013.

## Palmarès

### Championnats du monde

#### Grand bassin
- Championnats du monde 2011 à Shanghai (Chine) :
  -  Médaille d'or du relais 4 × 100 m quatre nages[1]..

- Championnats du monde 2013 à Barcelone (Espagne) :
  -  Médaille d'or du relais 4 × 100 m nage libre[1].
  -  Médaille d'or du relais 4 × 100 m quatre nages[1].

### Jeux panaméricains
- Jeux panaméricains 2011 à Guadalajara (Mexique)
  -  Médaille d'or du 200 mètres dos.
  -  Médaille d'or du relais 4 × 100 m nage libre.
  -  Médaille d'or du relais 4 × 100 m quatre nages[1].
  -  Médaille d'or du relais 4 × 200 m nage libre.
  -   Médaille d'argent du 100 m dos.

### Championnats pan-pacifiques
- Championnats pan-pacifiques 2010 à Irvine (États-Unis)
  -   Médaille d'argent du 200 m dos